# La mummia (film 1969)
La mummia è un film egiziano diretto nel 1969 da Shadi Abdel Salam.
Nel 2006 in occasione del centenario del cinema egiziano la Biblioteca Alessandrina costituì un comitato di tre critici cinematografici egiziani e storici, Ahmed El-Hadari, Samir Farid e Kamal Ramzi, per scegliere i più importanti 100 film della storia del cinema egiziano.
Il film La mummia è stato quindi inserito nella lista, occupando la posizione numero 58.

## Trama
Nel 1881 un egittologo si accorge delle depredazioni delle tombe dei faraoni presso Tebe. Organizzata una spedizione, l'uomo scoprirà che a Luxor i membri di una tribù vivono da secoli commettendo questi furti e quando il loro capo muore i suoi due figli eredi si rifiutano di continuare le scorrerie.

## Distribuzione

### Critica
La mummia annunzia la nascita di un autore che esprime la sua visione del mondo con un suo stile particolare. Il film è stato prodotto dal settore pubblico e rappresenta il più grande successo riportato da un film egiziano all'estero, in Europa in particolare. La mummia narra la crisi di un giovane dell'Alto Egitto, che si sente diviso tra il retaggio dei suoi avi e il futuro che gli si profila davanti. Il giovane risolve il suo dilemma e Abdel Salam conclude il film ripetendo le parole del faraone già pronunziate all'inizio: "Alzati, tu non morirai. Sei stato chiamato per nome. Sei resuscitato". La mummia potrebbe rappresentare un'esperienza unica e irripetibile.